# 여선재
여선재(余善才, ?~?)는 중국 송나라의 문관 출신 인물이며, 의령 여씨의 시조이다.
백제 의자왕의 후손인 풍왕의 아들이다.
송나라에서 간의대부(諫議大夫)를 맡고 있었으며, 이후 고려로 이주했다. 고려에서는 이주한 그를 의춘군(宜春君)에 봉했다.